# RONJA

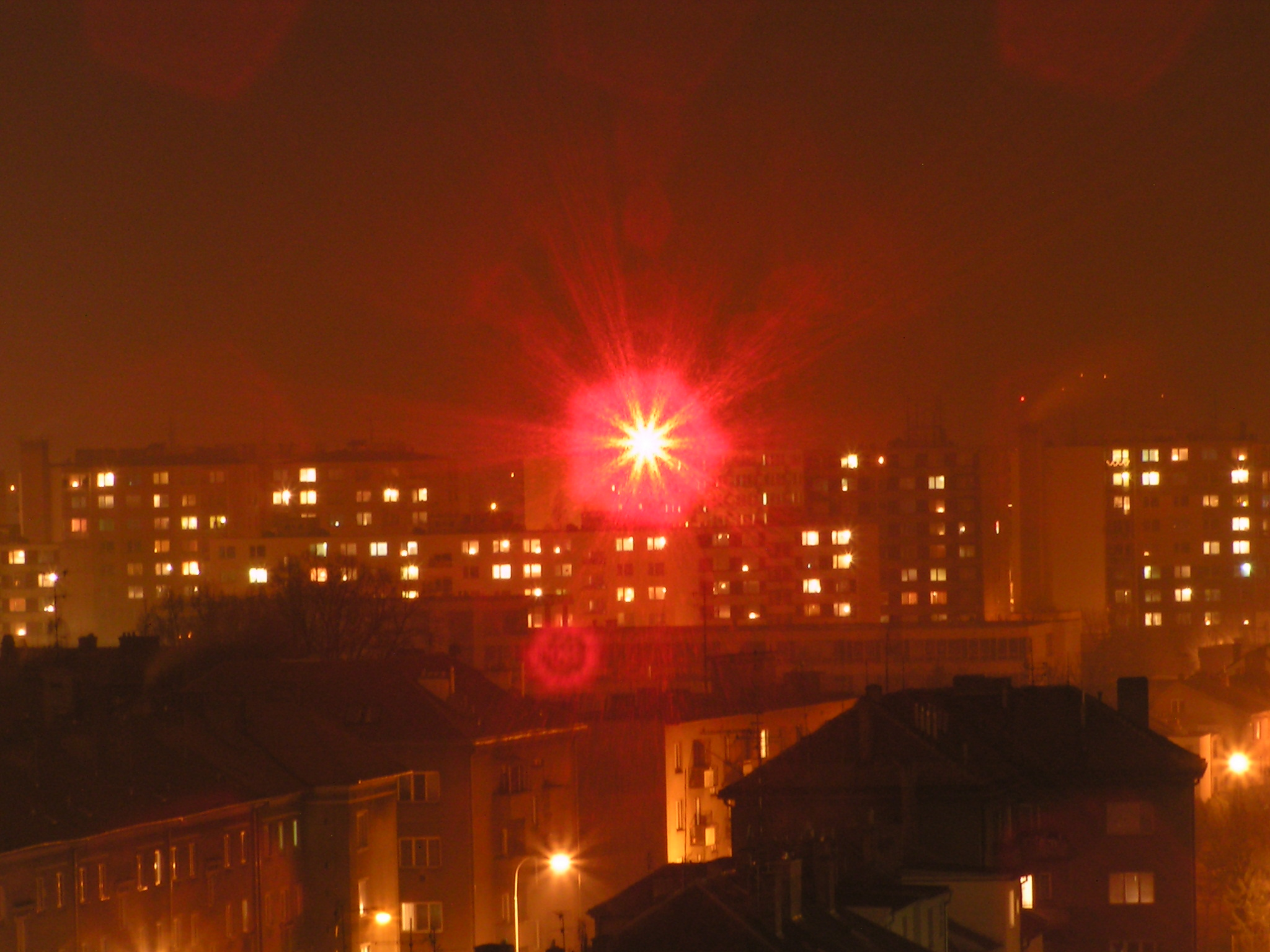
RONJA in Prostějov (Proßnitz in Mähren), Tschechien

Reasonable Optical Near Joint Access (RONJA) ist eine drahtlose LED-basierte Netzwerkverbindung mit zurzeit 10 Mbit/s in beide Richtungen (Duplex). Die maximale Reichweite wird mit 1,4 km angegeben. Alle Unterlagen zum Selbstbau sind unter der GNU-Lizenz für freie Dokumentation verfügbar. RONJA ist ein Projekt der Twibright Labs.

## Konzept
RONJA ist vollständig mit frei verfügbaren Hilfsmitteln erstellt worden. Jeder kann die Pläne einsehen und Verbesserungen vornehmen. RONJA war das erste frei verfügbare optische Richtfunksystem und hat sich mittlerweile an vielen Standorten bewährt.